# كمال رناديفي
كمال رناديفي (بالإنجليزية: Kamal Ranadive) هي كمال جاياسينغ راناديفي، ولدت في 8 نوفمبر عام 1917، وتوفيت عام 2001. كانت رناديفي باحثة هندية في العلوم الطبية الحيوية، اشتهرت بأبحاثها عن السرطان، وتحديدًا عن علاقة السرطان بالعدوى الفيروسية. كانت عضوة مؤسسة في رابطة العالمات الهنديات.
في ستينات القرن الماضي، أسست رناديفي أول مختبر بحثي لزراعة الأنسجة في مركز أبحاث السرطان الهندي في مومباي. 

## النشأة
ولدت كمال في مدينة بونه في 8 نوفمبر من عام 1917. والداها هما دينكار داتاتريا وشانتاباي دينكار ساماراث. كان والدها أخصائي بيولوجيا درَّس في كلية فيرغوسون في بونه. حرص الوالد على تعليم كل أبنائه. وكانت كمال تلميذة بارعة. درست الثانوية في هوزورباغا. أراد والدها أن تدرس الطب وأن تتزوج من طبيب أيضًا. ولكنها قررت شيئًا آخر. بدأت كمال الدراسة الجامعية في كلية فيرغوسون بدراسة علم النبات وعلم الحيوان كمواد أساسية للدراسة. حصلت على درجة بكالوريوس العلوم بامتياز في عام 1934. ثم انتقلت بعد ذلك إلى كلية الزراعة في بونه حيث حصلت على درجة الماجيستير في عام 1943 في علم الوراثة الخلوية للقشديات كموضوع خاص للدراسة. تزوجت كمال بـ«ج. ت. راناديفي» وهو عالم رياضيات في 13 مايو عام 1939 وانتقلت إلى بومباي. كان لهم ولد يدعى آنيل جايسنغ.
في بومباي (المعروفة حاليا بمومباي)، عملت في مستشفى تاتا التذكاري. ساعدها زوجها كثيرًا في الدرسات العليا في علم الخلية، إذ اختار والدها هذه المادة.[5] وهناك، عملت على نيل درجة الدكتوراه (دكتور في الفلسفة) في جامعة بومباي. كان مرشدها ف. ر. خانولكار، وهو أخصائي علم الأمراض ذائع الصيت ومؤسس مركز أبحاث السرطان. بعد أن نالت درجة الدكتوراه من جامعة بومباي في عام 1949، شجعها خانولكار للسعي إلى زمالة أي جامعة أمريكية. حصلت على زمالة لأبحاث ما بعد الدكتوراه للعمل في تقنيات زراعة الأنسجة والعمل مع جورج غاي (المشهور بابتكاره مختبر خط خلايا هيلا) في معمله في جامعة جونز هوبكنز في بالتيمور.

## الحياة المهنية
انضمت كمال بعد عودتها إلى الهند إلى اللجنة الدولية للصليب الأحمر، وبدأت حياتها المهنية كباحثة أولى. كان دورها حيويًّا في مختبر البيولوجيا التجريبية ومختبر زراعة الأنسجة في بومباي. من عام 1966 إلى 1970 حملت مسئولية إدارة المركز الهندي لأبحاث السرطان بصفة رسمية. في بداية ستينات القرن الماضي، طورت مع مساعديها (الذين قدمتهم إلى اللجنة الدولية للصليب الأحمر) وسائط زراعة الأنسجة وما يتعلق بها من متفاعلات في مجالات البيولوجيا والكيمياء. كما كانت مسئولة عن تأسيس أول وحدات بحثية في التسرطن وبيولوجيا الخلية وعلم المناعة. تشمل انجازاتها المهنية البحث حول آليات السرطان المرضية من خلال دراسة الحيوانات، وهو ما أدى إلى المزيد من الاهتمام بأسباب الأمراض مثل سرطان الثدي وسرطان المرئ وابيضاض الدم. كما كان إثبات علاقة القابلية للإصابة بالسرطان والهرمونات والفيروسات من انجازاتها البارزة أيضًا. كان تطوير لقاح للجذام نتيجة أبحاثها الأساسية على البكتيريا المرتبطة بالجذام. كانت كمال ملهمة لكل النساء الهنديات اللاتي أردن العمل في العلوم وفي أبحاث السرطان، خاصة في أبحاث السرطان في الأطفال والنساء. كان من هذه المشاريع مشروع «علم دم وعلم مناعة الدماء القبلية» فيما يتعلق بدراسة الأطفال الرضع.

## الدراسات الخاصة
عندما كانت كمال تعمل في مستشفى السرطان التذكاري تاتا في بومباي (والتي أصبحت بعد ذلك مركز أبحاث السرطان) في قسم علم الأمراض، كتبت دراسات بحثية حول «المورفولوجيا المقارنة للغدد الثديية الطبيعية لأربع أنواع من الفئران تختلف قابليتها للإصابة بسرطان الثدي». في فبراير من عام 1945، استمرت في دراساتها عن سرطان الثدي التي نالت منها اهتمامًا خاصًا. حاولت كمال الربط بين مسار المرض والحالة الوراثية والحمل والتركيب النسيجي وغيرها من العوامل بالسرطان. حازت سرطانات المنشأ الشمولي في الأطفال وحالات الدم غير الطبيعية، والتي تدعى اضطراب الأخلاط، على اهتمام خاص منها.
أٌقيمت إحدى الدراسات الرئيسة لكمال وفريقها من منظمة ساتيا نيكيتان في أحمد نجر في عام 1989، وكانت عبارة عن جمع بيانات متعلقة بالحالة الغذائية لأطفال القبائل في أكولا تالوك في منطقة أحمد نجر في ماهاراشترا.
وفرت كمال النصيحة أيضًا للنساء في القرى الريفية بالقرب من راجبور وأحمد نجر حول الصحة والرعاية الطبية خلال مشاريع ترعاها الحكومة تحت إشراف رابطة النساء الهنديات.

## الجوائز
حازت كمال على جائزة بادما بهوسان (ثالث أعلى جائزة مدنية) في الطب في عام 1982. وحصلت على أول جائزة بحثية فضية لجوبيلي في عام 1964 من المجلس الطبي للهند. شملت تلك الجائزة ميدالية ذهبية ومبلغ نقدي يقدر بـ15 ألف روبية هندية. كما حازت على جائزة مؤسسة غ. ج. واتومول لعام 1964 في الميكروبيولوجيا.
كانت عالمة طبية فخرية للمجلس الهندي للأبحاث الطبية.

## الأوراق العلمية المنشورة
نشرت كمال ما يزيد عن 20 ورقة بحثية علمية عن السرطان والجذام. من أوراقها:
1. مضغ أرواق التنبول وسرطان الفم: دراسات تجريبية على الفئران[18]
2. تأثير يورثان على الأحماض النووية[19]
3. تأثير إزالة الطحال على الإصابة بابيضاض الدم في ذكور الفئران من نوع ICRC[20]
4. صفات فيروس الأورام الثديية في الفئران من نوع ICRC[21]